# حصب الاعدان (المضاربة والعارة)

تعديل مصدري - تعديل

حصب الاعدان هي إحدى قرى عزلة المضاربة بمديرية المضاربة والعارة التابعة لمحافظة لحج، بلغ تعداد سكانها 89 نسمة حسب تعداد اليمن لعام 2004.